# Bīāshūsh
Bīāshūsh (persiska: بیاشوش) är en ort i Iran.   Den ligger i provinsen Kermanshah, i den nordvästra delen av landet, 500 km väster om huvudstaden Teheran. Bīāshūsh ligger 1 558 meter över havet och antalet invånare är 748.
Terrängen runt Bīāshūsh är varierad. Runt Bīāshūsh är det ganska glesbefolkat, med 34 invånare per kvadratkilometer. Närmaste större samhälle är Javānrūd, 4,3 km väster om Bīāshūsh. Trakten runt Bīāshūsh består i huvudsak av gräsmarker.